# Simon (Vorname)
Simon ist ein männlicher Vorname.

## Herkunft und Bedeutung
Für den Namen Simon existieren zwei verschiedene Herleitungsmöglichkeiten.
Zum einen geht der Name Simon auf den hebräischen Namen שִׁמְעוֹן šimʿōn zurück, der wiederum entweder eine Kurzform von der Wurzel שׁמע šmʿ „hören“ mit ausgefallenem theophoren Element und der hypokoristischen Endung -on darstellt und „[Gott] hat gehört“ bedeutet, oder ein Deminutivum zu arabisch Simʿu „Hyänenhund“ ist. Dies ist der Name mehrerer biblischer Gestalten.
Zum anderen lässt sich der Name als Genitiv Maskulinum vom altgriechischen σιμός simós „stupsnasig“, „flachnasig“ herleiten. In der griechischen Mythologie war dies der Name eines der Telchinen, Halbgötter, die die ursprünglichen Bewohner von Rhodos waren.

## Verbreitung

### International
Der Name Simon erfreut sich international großer Beliebtheit.
In Australien und Neuseeland zählte Simon von den 1950er bis in die 1990er Jahre zu den 100 meistgewählten Jungennamen. Heute wird er seltener vergeben. Demgegenüber wurde der Name im selben Zeitraum in den USA selten vergeben. Im ausgehenden 19. Jahrhundert war Simon dort mäßig beliebt, jedoch sank seine Popularität, bis sie in den 1960er Jahren ihren Tiefpunkt erreichte (Rang 557 im Jahr 1965). Seitdem nimmt der Name langsam an Beliebtheit zu, die Top-200 der Vornamenscharts konnte er jedoch seit 1910 nicht mehr erreichen (Stand 2021). In Kanada erreichte der Name von den 1970er bis in die 2000er Jahre hinein immer wieder Platzierungen unter den 100 meistgewählten Jungennamen. Nach der Jahrtausendwende geriet der Name Simon im Vereinigten Königreich aus der Mode. Ähnlich verhält es sich in Irland.
In Frankreich zählte der Name Simon zu Beginn des 20. Jahrhunderts bis in 1941 zu den 100 meistvergebenen Jungennamen (Ausnahme Rang 101 im Jahr 1905). Bis in die 1970er Jahre hinein sank seine Popularität, jedoch geriet er nie völlig außer Mode. Ab Mitte der 1970er Jahre nahm die Beliebtheit des Namens rasch zu. Stand er im Jahr 1972 auf Rang 220 der Vornamenscharts, erreichte er bereits neun Jahre später die Top-100 der Vornamenscharts. Seitdem hat sich der Name im mittleren Drittel dieser Hitliste etabliert. In Belgien gehörte der Name bis in die frühen 2010er Jahre zu den beliebtesten Jungennamen und erreichte dabei mehrfach Top-10-Platzierungen. Seitdem sank seine Popularität. Im Jahr 2021 belegte er Rang 93 der Hitliste. In den Niederlanden wird der Name seit 1930 jährlich vergeben, zwischen 1930 und Mitte der 1960er Jahre gehörte er zu den populären Namen. In den letzten Jahren ist er ebenfalls verbreitet, auch wenn er nicht zu den Topnamen zählt.
In Norwegen fand sich der Name Simon von 1985 bis 2016 unter den 100 meistgewählten Jungennamen, die Top-30 erreichte er jedoch nie. Ein ähnliches Bild zeigt sich in Dänemark. Auch in Schweden befindet sich der Name im Abwärtstrend. Stand er im Jahr 1999 noch an der Spitze der Vornamenscharts, verließ er acht Jahre später die Top-10. Im Jahr 2018 fand er sich zuletzt unter den 100 beliebtesten Jungennamen (Stand 2021).
In Ungarn hat sich der Name am Ende der Top-100 etabliert. Der Name wird in Polen seit 2000 regelmäßig vergeben, jedoch ist er nur mäßig beliebt. In Slowenien war Simon Anfang der 1990er Jahre besonders beliebt, seitdem geht seine Beliebtheit zurück. Von 1992 bis 2022 wurde er circa 1.400 Mal bei der Namenswahl berücksichtigt.
Die Beliebtheit des Namens steigt in Tschechien seit den 1970er Jahren stetig an, wobei die Schreibweise Šimon seit Mitte der 1980er Jahre häufiger gewählt wird. Seit Anfang der 1990er Jahre befindet sich diese konstant in den Top-50 und seit 2008 sogar in den Top-20. Ähnlich sieht die Entwicklung in der Slowakei aus, seit 2004 ist der Name in den Top-20 zu finden. Im Jahr 2023 belegte er sogar Rang 4 der Vornamenscharts.
Simon war in Italien zur Jahrtausendwende regelmäßig in den Top-200 der Vornamenscharts anzutreffen, seit 2012 ist er jedoch nicht mehr so beliebt. In Chile befindet sich der Name seit 2010 in den Top-50.

### Deutscher Sprachraum
In Österreich nahm die Popularität des Namens seit den 1980er Jahren zu. Ihren Höhepunkt erreichte die Beliebtheit in den 2000er Jahren. Von 2003 bis 2010 zählte er zur Top-10 der Vornamenscharts. Seitdem sank seine Popularität nur leicht, sodass er im Jahr 2021 auf Rang 16 der Hitliste stand. Von 1984 bis 2022 wurde der Name etwa 20.900 Mal vergeben.
Der Name kommt in der Schweiz seit 1930 alljährlich in der Namensgebung vor. Von Anfang der 1980er bis in die 2000er Jahre hinein zählte er zu den Topnamen. Erst im Jahr 2009 verließ er die Top-10 der Vornamenscharts. Seitdem befindet er sich im Abwärtstrend. Im Jahr 2021 belegte er in den Vornamenscharts Rang 75. Von 1930 bis 2022 wurden rund 23.100 Jungen so genannt.
In Deutschland stieg der Name in den 1960er und 1970er Jahren in den Vornamenscharts auf und etablierte sich unter den beliebtesten Jungennamen. Als höchste Platzierung erreichte er in den Jahren 1998, 2004 und 2006 Rang 19 der Hitliste. Im Jahr 2021 belegte er Rang 75. Besonders häufig wird er in Bayern vergeben.

## Varianten

### Männliche Varianten
Die griechische Variante des ursprünglich griechischen Namens Simon lautet Σίμων Símōn.
Varianten des biblischen Namens sind die Folgenden:
- Belarussisch: Сямён Sjamjon
- Bulgarisch: Симеон Simeon
- Deutsch: Simeon
  - Friesisch: Siemen
- Estnisch: Siim
- Finnisch: Simo
- Französisch: Siméon
- Georgisch: სიმონ Simon, სიმონი Simoni
- Griechisch: Σίμων Símōn, Συμεών Symeōn
- Hebräisch: שִׁמְעוֹן šimʿōn
- Italienisch: Simone, Simeone
  - Latein: Symeon
- Kirchenslawisch: Симѡнъ Simonu, Сѷмеѡнъ Symeonu
- Kroatisch: Šimun
  - Diminutiv: Šime, Šimo
- Litauisch: Simonas
  - Diminutiv: Simas
- Mazedonisch: Симон Simon
  - Diminutiv: Симе Sime
- Niederländisch: Siemen, Simeon
  - Diminutiv: Siem
- Norwegisch: Simen
- Polnisch: Szymon
- Portugiesisch: Simão, Simeão
- Rumänisch: Simion
- Russisch: Семён Semjon
- Serbisch: Симеон Simeon
  - Diminutiv: Симо Simo
- Slowakisch: Šimon
- Spanisch: Simón, Jimeno, Simeón
  - Mittelalterlich: Ximeno
  - Baskisch: Ximun
- Tschechisch: Šimon, Simeon, Šimeon, Šimeón
- Ukrainisch: Семен Semen, Симон Symon

### Weibliche Varianten
Weibliche Varianten des biblischen Namens Simon lauten:
- Bulgarisch: Симона Simona
- Dänisch: Simone
- Deutsch: Simone
- Englisch: Cymone, Simone
  - Diminutiv: Simonette
- Französisch: Simone, Simonne
- Italienisch: Simona
  - Diminutiv: Simonetta
- Litauisch: Simona
- Mazedonisch: Симона Simona
- Niederländisch: Simone
- Portugiesisch: Simone, Ximena, Rimena
- Rumänisch: Simona
- Slowakisch: Simona
- Slowenisch: Simona
- Spanisch: Jimena, Ximena
- Tschechisch: Šimona, Simona

## Namenstage
- 18. Februar: nach Simon, dem Sohn des Kleophas
- 16. Mai: nach Simon Stock
- 1. Juni: nach Simeon von Trier
- 28. Oktober: nach Simon, dem Zeloten[1]

## Namensträger

### Antike Namensträger
- Simon II. (2. Jh. v. Chr.), Hoherpriester
- Simon (Hasmonäer), Hoherpriester und Ethnarch von Judäa
- Simon von Bethanien, Gastgeber Jesu und ehemaliger Aussätziger
- Simon von Cyrene, Mann, der Jesu Kreuz trug
- Simon Magus († 65), erster Häretiker der Kirche
- Simon Petrus († 65–67), Jünger Jesu
- Simon Zelotes, Jünger Jesu
- Simeon ben Gamaliel II. (~ 100–160), Jüdischer Gelehrter
- Simon von Athen (5. Jh. n. Chr.), antiker Biologe

### Simon als Einname
chronologisch
- Simeon I. (Bulgarien) (864–927), bulgarischer Zar
- Simeon von Trier (980–1035), Heiliger
- Simon I. de Senlis († 1111–1113), englischer Graf
- Simon von Jerusalem († nach 1115), erster bekannter Konstabler des Königreichs Jerusalem
- Simon I. (Lothringen) (ca. 1076–1139), Herzog von Lothringen
- Simon III. de Senlis (ca. 1138–1184) Earl of Northampton und Huntingdon
- Simon I. (Saarbrücken) († nach 1183), Graf von Saarbrücken
- Simon I. (Tecklenburg) (ca. 1140–1202), Graf von Tecklenburg
- Simon II. (Lothringen) (1140–1206), Herzog von Lothringen
- Simon II. (Saarbrücken) († nach 1207), Graf von Saarbrücken
- Simon (Joinville) († 1233), Herr von Joinville und Seneschal von Champagne, Kreuzzügler
- Simon III. (Saarbrücken) († 1235/40), Graf von Saarbrücken
- Simon von Chieti († 1243), Graf von Chieti und ein Gefolgsmann des Kaisers und Königs von Sizilien, Friedrich II. von Hohenstaufen
- Simon (Münsterschwarzach) († 1248), Abt von Münsterschwarzach
- Simon I. von Lippe (ca. 1196–1277), Bischof von Paderborn, Administrator der Abtei Corvey
- Simon von Collazzone (1200–1250, auch Simon von Spoleto), Gefährte von Franz von Assisi und Seliger
- Simon I. (Sponheim-Kreuznach) (ca. 1210–1264), Graf von Sponheim
- Simon of Walton († ~1266), englischer Geistlicher und Richter, Bischof von Norwich
- Simon II. de Clermont († 1286), Herr von Ailly und Nesle
- Simon Kézai (13. Jh.), ungarischer Chronist
- Simon IV. (Saarbrücken) (ca. 1244–1309), Graf von Saarbrücken und Herr von Commercy
- Simon II. (Zweibrücken) († 1311 oder 1312), Graf von Zweibrücken
- Simon I. zur Lippe (1261–1344), Herr von Lippe
- Simon II. (Sponheim-Kreuznach) (ca. 1270–1336), Graf von Sponheim
- Simon II. de Bucy (ca. 1290–1369), französischer Geistlicher und erster Präsident des französischen Parlements
- Simon von Sternberg († 1389), als Simon II. Fürstbischof von Paderborn
- Simon von Speyer († 1403), Weihbischof in Köln
- Simon III. (Sponheim-Kreuznach) (ca. 1330–1414), Graf von Sponheim
- Simon III. (ca. 1340–1410), Herr von Lippe
- Simon von Tišnov (ca. 1370–1428), Rektor der Karlsuniversität und Hussit
- Simon IV. (Lippe) (ca. 1370–1429), Herr von Lippe
- Simon von Lipnica (ca. 1438–1482), katholischer Mönch und Heiliger
- Simon V. (Lippe) (1471–1536), Herr von Lippe
- Simon VI. (Lippe) (1554–1613), Herr von Lippe
- Simeon II. (Bulgarien) (* 1937), letzter bulgarischer Zar, später Ministerpräsident (auch Simeon von Sachsen-Coburg und Gotha)

### Simon als Vorname
alphabetisch

#### A
- Simon Addo (* 1974), ghanaischer Fußballtorwart
- Simon Ammann (* 1981), Schweizer Skispringer
- Simon Archer (* 1973), englischer Badmintonspieler
- Simon d’Artois (* 1992), kanadischer Freestyle-Skier

#### B
- Simon Baker (* 1969), australischer Schauspieler und Regisseur
- Simon Baron-Cohen (* 1958), britischer Psychologe und Autismus-Forscher
- Simon Beck (* 1947), liechtensteinischer Rennrodler
- Simon Bening (≈1483–1561), flämischer Miniaturenmaler und Illustrator
- Simon Billy (* 1991), französischer Geschwindigkeitsskifahrer
- Simón Bolívar (≈1783–1830), südamerikanischer Unabhängigkeitskämpfer
- Simon Borowiak (* 1964), deutscher Schriftsteller
- Simon Boswell (* 1956), britischer Filmkomponist
- Simon Brändström (* 1982), schwedischer Pokerspieler
- Simon Breitfuss Kammerlander (* 1992), bolivianisch-österreichischer Skirennläufer
- Simon Bruns (≈1525–1570), deutscher lutherischer Theologe und Reformator

#### C
- Simon B. Conover (1840~–1908), US-amerikanischer Politiker und Senator für Florida
- Simon Cowell (* 1959), britischer Musikproduzent
- Simon de Cramaud (≈1345–1423), Jurist, Diplomat, Kirchenpolitiker und Kardinal

#### D
- Simon Derksen (* 1983), deutscher Synchronsprecher und Schauspieler
- Simon Després (* 1991), kanadischer Eishockeyspieler
- Simon Desue (* 1991), deutscher Comedian
- Simon C. Dik (1940–1995), niederländischer Sprachwissenschaftler der theoretischen Linguistik
- Simon Donaldson (* 1957), britischer Mathematiker

#### E
- Simon Epstein (* 1947), israelischer Historiker
- Simon Ettlin (1818–1871), Schweizer katholisch-konservativer Politiker und Nationalrat, Arzt, Architekt, Maler

#### F
- Simon Falette (* 1992), französischer Fußballspieler
- Simon Fourcade (* 1984), französischer Biathlet
- Simon Frank (1877–1950), russischer Philosoph

#### G
- Simon Gosejohann (* 1976), deutscher Schauspieler, Moderator und Komiker
- Simon Groener (1884–1950), deutscher Landrat
- Simon Grynaeus (1493–1541), deutscher Theologe, Reformator und Humanist
- Simon Gustafson (* 1995), schwedischer Fußballspieler

#### H
- Simon Hallström (* 1991), schwedischer Biathlet und Skilangläufer
- Simon M. Hamlin (1866–1939), US-amerikanischer Politiker, Mitglied des Repräsentantenhauses
- Simon Hantaï (1922–2008), ungarisch-französischer Maler
- Simon Helberg (* 1980), US-amerikanischer Schauspieler und Komiker
- Simon Ho (* 1963), Schweizer Pianist und Komponist
- Simon Hollósy (1857–1918), ungarischer Maler
- Simon Pollard Hughes (1830–1906), US-amerikanischer Politiker, Gouverneur von Arkansas

#### J
- Simon Jäger (* 1972), deutscher Synchronsprecher und -regisseur

#### K
- Simon Kaiser (1828–1898), Schweizer Politiker
- Simon Kaiser (* 1999), deutscher Biathlet
- Simon Kjær (* 1989), dänischer Fußballspieler
- Simon Kollerup (* 1986), dänischer Politiker

#### L
- Simon Lachez (1648–1723), niederländischer Uhrmacher
- Simon Lang (* 1980), deutscher Koch
- Simon Leung (* 1996), australischer Badmintonspieler
- Simon Loeffler (1627–1674), deutscher Theologe

#### M
- Simon Martirosjan (* 1997), armenischer Gewichtheber
- Simon Matthäus von Rosenhand (1613–1668), deutscher Regierungsrat in Schwedisch-Pommern
- Simon Mattsson (* 1993), schwedischer Pokerspieler
- Simon Makienok (* 1990), dänischer Fußballspieler
- Simon Marius (1573–1625), deutscher Astronom
- Simon van der Meer (1925–2011), niederländischer Physiker, Nobelpreisträger
- Simon Michel (* 1977), Schweizer Unternehmer und Politiker
- Simon Molitor (1766–1848), deutscher Komponist und Musikforscher
- Simon Mollyhus (* 1983), dänischer Badmintonspieler
- Simon Musaeus (1521–1576), deutscher evangelischer Theologe und Reformator

#### N
- Simon von Nathusius (1865–1913), deutscher Agrarwissenschaftler, Biologe und Hochschullehrer
- Simon Neuberg (* 1961), französischer Jiddist und Hochschullehrer

#### O
- Simon Oberdorfer (1872–1943), deutscher Kaufmann und Kunstradfahrer
- Simon Oppenheim (1803–1880), deutscher Bankier

#### P
- Simon Park (* 1946), britischer Komponist und Filmkomponist, Orchesterleiter
- Simon Pauli (1534–1591), deutscher lutherischer Theologe und Superintendent
- Simon Pauli (1603–1680), deutscher Arzt und Botaniker am dänischen Königshof
- Simon Pearce (* 1981), deutscher Schauspieler, Synchronsprecher und Comedian
- Simon Pegg (* 1970), britischer Komiker, Schauspieler und Drehbuchautor
- Simon Petermann (* 1982), Schweizer Jazzmusiker
- Simon Plößl (1794–1868), Optiker und Instrumentenbauer
- Simon Jacques Prokhovnik (1920–1994), französisch-australischer Mathematiker, Kosmologe, theoretischer Physiker und Relativitätstheoretiker

#### R
- Simon Rattle (* 1955), britischer Dirigent
- Simon Rettenpacher (1634–1706), lateinisch- und deutschsprachiger Dramatiker, Lyriker und Chronist
- Simón de Rojas (1552–1624), spanischer Trinitarier und Ordensgründer; Heiliger in der katholischen Kirche
- Simon Rolfes (* 1982), deutscher Fußballspieler
- Simon Rose, britischer Jazz- und Improvisationsmusiker
- Simon Louis du Ry (1726–1799), deutscher Oberhofbaumeister und Architekt des Klassizismus

#### S
- Simon Sabiani (1888–1956), französischer Politiker und Kollaborateur
- Simon Schaidenreisser (~1497–1572), deutscher Schriftsteller und Humanist
- Simon Schama (* 1945), britischer Kunsthistoriker
- Simon J. Schermerhorn (1827–1901), US-amerikanischer Politiker, Mitglied des Repräsentantenhauses
- Simon von Sina (1810–1876), österreichischer Bankier und Unternehmer
- Simon Slåttvik (1917–2001), norwegischer Skisportler und Olympiasieger
- Simon Sobeloff (1894–1973), US-amerikanischer Jurist, Richter und Bundesanwalt
- Simon Spiewok (* 2002), deutscher Skispringer
- Simon Špilak (* 1986), slowenischer Radrennfahrer
- Simon Stäblein (* 1987), deutscher Komiker und Moderator
- Simon Stampfer (1790–1864), österreichischer Adeliger, Mathematiker, Physiker, Geodät und Erfinder eines Phenakistiskop
- Simon Stickl (* 1987), deutscher Skisportler
- Simon Stiell (* 1968), grenadischer Politiker und UNFCCC-Generalsekretär
- Simon Stock (≈1165–1265), englischer Karmelit, Generalprior des Ordens und Heiliger
- Simon Stockhausen (* 1967), deutscher Komponist
- Simon Strauß (* 1988), deutscher Historiker, Schriftsteller und Journalist
- Simon Sudbury (≈1316–1381), englischer Geistlicher und Erzbischof von Canterbury
- Simon Sulzer (1508–1585), Schweizer Theologe und Reformator

#### T
- Simon Terodde (* 1988), deutscher Fußballspieler
- Simon Titius (1521–1576), deutscher Mediziner und Physiker

#### V
- Simon Verhoeven (* 1972), deutscher Regisseur, Drehbuchautor, Schauspieler
- Simon Vukčević (* 1986), montenegrinischer Fußballspieler

#### W
- Simon White (* 1951), britischer Astrophysiker
- Simon Wiefels (* 1990), deutscher Webvideoproduzent, siehe Simon Unge
- Simon Wiesenthal (1908–2005), österreichisch-jüdischer Überlebender des Holocaust, Publizist und Rechercheur von Nazitätern
- Simon Wratzjan (1882–1969), letzter Premierminister der Ersten Republik Armenien